# Mietta Baracchi Bavagnoli
Mietta Baracchi Bavagnoli (Bibbiena, 9 agosto 1940) è una politica italiana.

## Biografia
Docente di storia della lingua russa all'università di Bergamo, entrò in politica a Vercelli nelle file della Lega Nord. Fu candidata alle elezioni amministrative del 1993 a sindaco di Vercelli, le prime con l'elezione diretta del sindaco e dopo un anno di commissariamento del comune in seguito all'arresto del sindaco socialista Fulvio Bodo. Al secondo turno del 20 giugno ebbe la meglio sul candidato del centro-sinistra Giorgio Gaietta, ottenendo il 56% dei voti. Si trattò della prima donna sindaco della Lega in un capoluogo di provincia.
In seguito ad una crisi politica interna alla giunta e al consiglio comunale, il consigliere d'opposizione Dario Roasio di Rifondazione Comunista, insieme a quattro fuoriusciti della Lega, presentarono una mozione di sfiducia, che venne poi votata a maggioranza il 10 ottobre 1994 da ventiquattro consiglieri su quaranta. Il 7 dicembre 1994 la sindaca rassegnò le dimissioni, lasciando la guida del comune al commissario prefettizio Elio Priore.
Alle elezioni del 1995 fu ricandidata sindaco a guida della lista civica "Civitas", che ottenne l'8% di voti e un unico seggio che le permise di accedere al consiglio comunale. Successivamente aderì a Forza Italia, venendo rieletta consigliera nel 1999 e nel 2004.